# Вран
Вран — гірський масив в Динарських Альпах, що в Боснії і Герцеговині. Його найвища точка це гора Велікі Вран (2074 м). Масив розташований на схід від міста Томиславград, на захід від міста Ябланіца.
Також в масиві є печера Пропала , а з вершин масиву відкривається вид на озера: Рамське, Бушко і Блідіне.

## Вершини
| Вершини     | Висота (м) |
| ----------- | ---------- |
| Велікі Вран | 2074       |
| Малі Вран   | 2017       |
| Бєла Глава  | 1990       |